# Stadtpfarrkirche Liebenwalde
Die evangelische Stadtkirche Liebenwalde steht in Liebenwalde anstelle früherer Kirchenbauten, die mehrfach Bränden zum Opfer gefallen waren, zuletzt beim großen Stadtbrand 1832. Der Entwurf stammt vom Bauinspektor Hermann aus Zehdenick, der auch die Bauarbeiten leitete. Er hatte sich an Karl Friedrich Schinkels Plan einer Normalkirche orientiert, die kostengünstig errichtet werden konnte. Schinkel änderte in der Planungsphase etliche Details an der Außenarchitektur und an der vorgesehenen Innenausstattung.
Das Gotteshaus wurde 1835 eingeweiht und ist seit den 1970er Jahren denkmalgeschützt.
Die Kirchengemeinde bildet zusammen mit Wensickendorf, Hammer, Liebenthal, Kreuzbruch, Zehlendorf und Neuholland den Pfarrsprengel Liebenwalde und gehört damit zum Kirchenkreis Oberes Havelland. Das zuständige Pfarrhaus befindet sich neben der Kirche in Liebenwalde (Adresse Marktplatz 3).

## Lage
Das Kirchengebäude steht auf dem historischen Dorfanger (Adresse Marktplatz 20) und ist streng geostet. Der nordwärtige Ast des Angers heißt Ernst-Thälmann-Straße, der südwärtige trägt den Namen Marktplatz. Auf dem Anger befindet sich auch das Rathaus des Ortsteils (ebenfalls Marktplatz 20) mit dem Standesamt in der ersten Etage.

## Geschichte
Nach Bränden in den Jahren 1627, 1686, 1732 und 1832 musste ein neues Gotteshaus errichtet werden.
So erhielt der bereits durch mehrere realisierte Kirchbauten bekannte Bauinspektor Hermann aus dem Dorf Zehdenick den Auftrag, eine neue steinerne Pfarrkirche zu planen und zu errichten. Er orientierte sich zunächst an den Ideen der Schinkelschen Normalkirche. Schinkel hatte als Königlicher Oberbauleiter die Entwürfe begutachtet und nahm einige Korrekturen nach seinen Vorstellungen vor, was sich insbesondere an Details des als Campanile ausgebildeten Turmes und der doppelreihigen Fensteranordnungen der Kirchenfassaden zeigte. Auch die Ausstattung wie die Kanzel, das Taufbecken, der Orgelprospekt, der Altar und der Deckenleuchter gehen auf seine Änderungen zurück. Stadtpfarrer Winkler nahm 1835 die Kircheneinweihung vor und hielt auch den ersten Gottesdienst.
Zwischen 2014 und 2020 wurden mit Fördermitteln der EU und des Landes Brandenburg Erhaltungsmaßnahmen am und im Kirchengebäude in mehreren Bauabschnitten ausgeführt:
- Abschnitt 1 (2014–ca. 2016): Sanierung der Winterkirche und des Kirchturms; dazu wurde der sonst im Winter für Kirchenzwecke genutzte Raum ausgeräumt und unter anderem eine Zwischendecke entfernt. Weil darunter sowohl die historische Originaldecke erhalten war, aber auch Stahlträger zum Vorschein kamen, die auf eine frühere Stabilisierungsmaßnahme in den 1980er Jahren schließen ließen, mussten aus Stabilitätsgründen neue Berechnungen angestellt werden, denn über der Decke befindet sich die Orgelempore.[5]

Die wiederentdeckten Originalteile umfassten die alten Holzbalken und Bretter sowie Reste der Originalbemalung. Diese Funde bestätigten unter anderem die Vermutung, dass die Empore anfangs durch mehrere Stützpfeiler getragen wurde. Auch der zweite Treppenaufgang zur Empore, der beim Einbau der Winterkirche abgebrochen worden war, zeigte sich, die Öffnung wurde provisorisch mit Brettern verschlossen.
- Im Bauabschnitt 2 (2016–2018, Sept.) wurden die zweite Treppe als Raumschmuck sichtbar gemacht, der Fußboden der Winterkirche komplett erneuert, Malerarbeiten im Kirchenschiff und im Verbindungsraum ausgeführt, eine Sanitäranlage, eine Küche, eine Heizung eingebaut, die Beleuchtung erneuert, die Empore, die Kanzel, die Kirchenbänke, die Orgel und das Taufbecken gereinigt und denkmalgerecht hergerichtet.[6] (Die auf dem Innenputz vorhandenen Auskratzungen mit Buchstaben und Jahresangaben blieben als Zeitzeugnisse erhalten.)[5]
- Im 3. Abschnitt (2018, Okt.–2020) wurden der äußere Sockelbereich des Kirchenbaus ausgebessert und gereinigt sowie die umgebenden Grünflächen neu angelegt.[6]

Während der langen Bauzeit fanden kleinere Gottesdienste für die Liebenwalder im Gemeindehaus statt, die großen zu Ostern und Pfingsten hielt das Pfarrerehepaar in der Kirche zu Hammer.

## Architektur

### Überblick
Bauexperten ordnen den Baustil dem Klassizismus zu. Das Kirchenschiff besitzt einen rechteckigen Grundriss mit den Maßen 32 Meter lang und 15 Meter breit. Als Baumaterial dienten Ziegelsteine, die verputzt wurden. Das ganze Kirchenschiff ist mit einem Satteldach abgeschlossen, das mit roten Dachziegeln bedeckt ist.
Im Dumont-Kunstreiseführer des Jahres 2000 heißt es: „Mit der von 1833–1835 erbauten Liebenwalder Stadtkirche haben wir eine der besterhaltenen Leistungen des städtischen Sakralbaus auf dem Lande aus der späten Schaffenszeit Schinkels vor uns.“

### Außen
Das Kirchengebäude ist mit dem Kirchturm durch einen schmalen Verbindungsbau verbunden. Das Schiff hat eine Höhe von rund zehn Metern, die zweireihigen Fenster sind als Rundbögen ausgebildet. Im Dreiecksgiebel auf der Ostseite befindet sich ein Okulus.
Das neben der Kirche errichtete Pfarrhaus wird von einer Ziegelsteinmauer umgeben, die teilweise in ihrem historischen Aussehen erhalten ist.

### Turm
Der Turm war zur Bauzeit freistehend, er wurde 1875 komplett neu errichtet und mit der Kirche baulich verbunden. Er hat einen quadratischen Grundriss mit einer Seitenlänge von zirka 5,30 m, ist vierfach horizontal gegliedert und 30 Meter hoch. Mit den zweietagigen in Dreiergruppen angeordneten Rundfenstern auf jeder Seite im oberen Turmabschnitt wirkt er filigran.
Die Turmuhr ist eine Schenkung der Potsdamer Landesregierung aus den späten 1990er Jahren. Ihre auf allen vier Seiten sichtbaren dunkelgrauen Zifferblätter sind quadratisch, und sie zeigen die Zeit nur in Stundenstrichen, die vergoldet sind.
Ein flaches Zeltdach schließt den Kirchturm ab, auf dem sich eine Turmkugel mit einem großen Kreuz erhebt. Kugel und Kreuz sind ebenfalls vergoldet.

### Innen

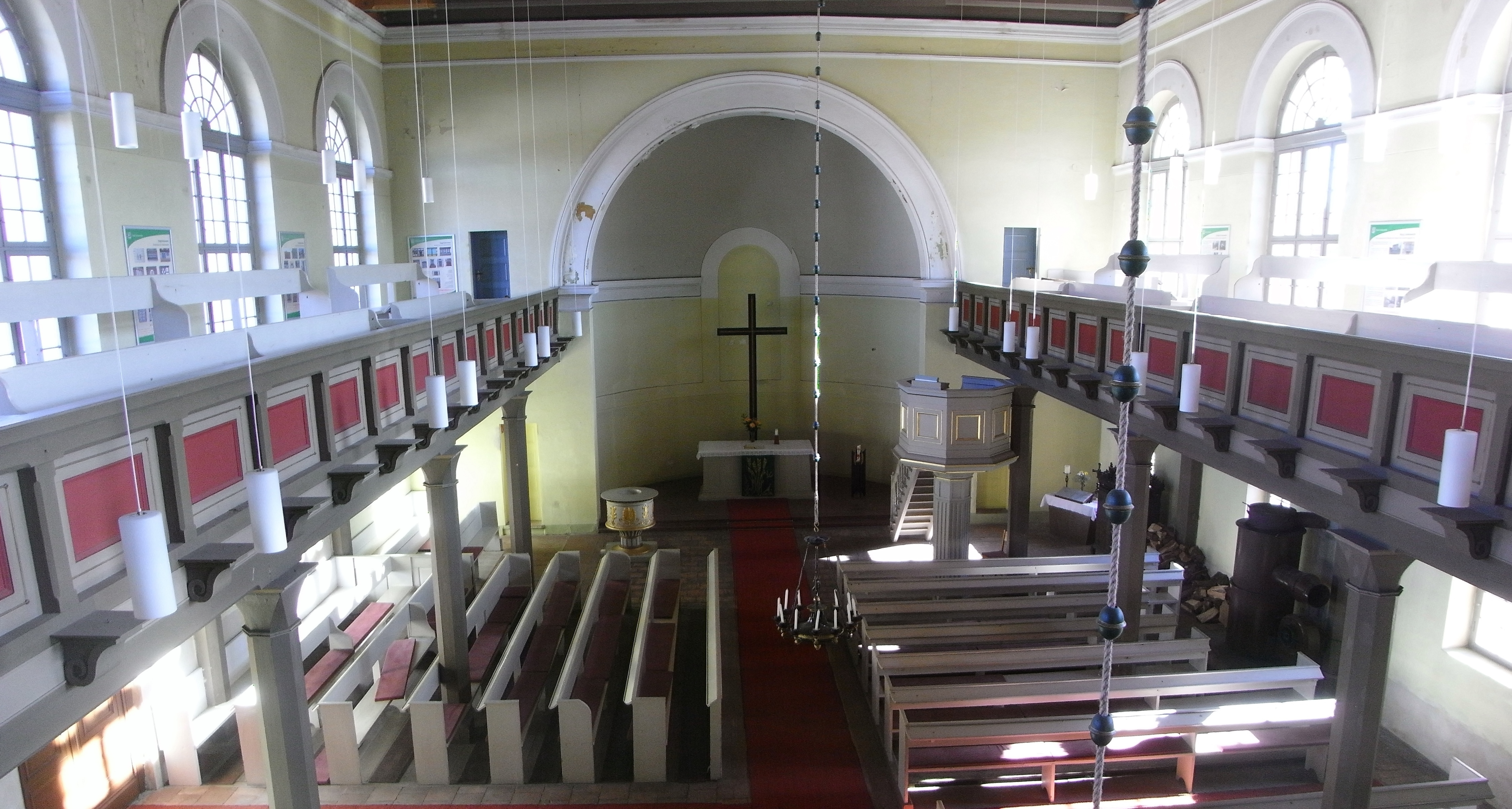
Innenansicht Richtung Apsis von der Empore aus

Das Gotteshaus präsentiert sich als Saalkirche, also ohne Haupt- und Seitenschiffe. Auf einer über drei Seiten umlaufenden Empore steht eine Orgel. Deren Prospekt entspricht in seinem Aussehen der zurückhaltenden Farb- und Schmuckgestaltung des gesamten Kirchenraumes.
Die Decke des Kirchenschiffes ist flach und mit den sichtbaren gelassenen dunklen Holzbalken abgefangen.

## Ausstattung

### Überblick

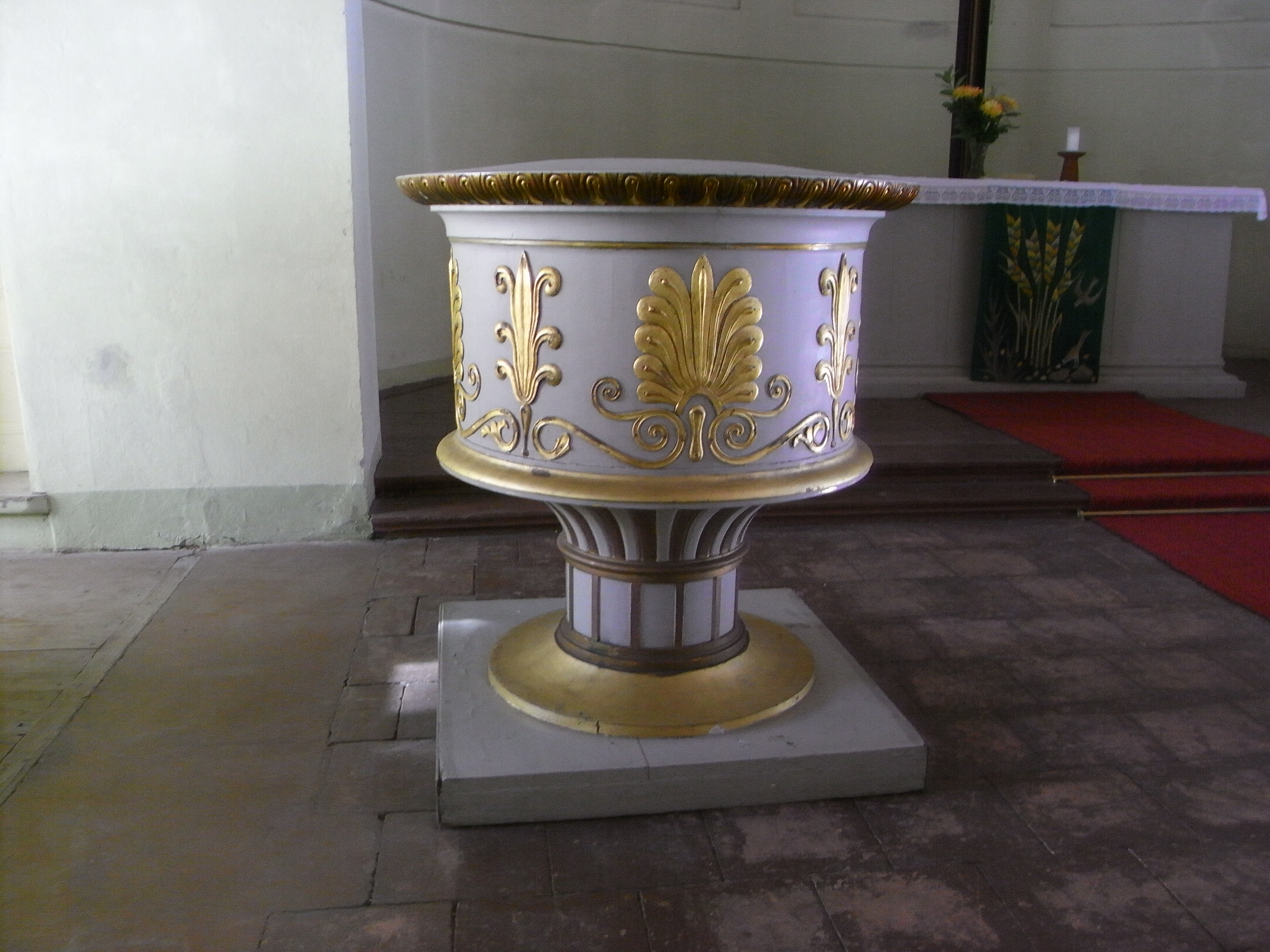
Taufbecken

Erwähnenswert sind die Kanzel, die Taufe und die Orgel aus der Bauzeit.
Die Hochkanzel besitzt einen achteckigen Kanzelkorb, der aus Holz gefertigt ist und als äußeren Schmuck eingelassene Quadrate trägt. Sie ist über eine Holzstiege erreichbar.
Das aus Stein gefertigte runde Taufbecken ist in gleichem Grau wie die anderen Ausstattungsstücke gehalten, außen rundherum vergoldete Ornamente als Zierde.

### Altar und Apsis
Auf dem einfachen aus Sandstein gefertigten Altartisch stehen zwei gusseiserne Engelleuchter. Die Halbrundapsis ist lediglich mit einem mehr als vier Meter hohen hölzernen Kruzifix ausgestattet, das vor einer rundbogigen Nische steht; die Wände sind naturfarben. Da in der Apsis keine Fenster eingelassen sind, wird dieser Altarraum durch elektrisches Licht indirekt ausgeleuchtet.

### Fenster, Gestühl und weiteres
Mehrere Reihen hölzerner Kirchenbänke sowie die Bänke auf der Empore bieten Sitzgelegenheiten für (geschätzt) mindestens 150 Besucher. Die Bänke im Kirchenschiff sind in zwei Reihen angeordnet und durch einen Mittelgang getrennt. Der vordere Teil einer Reihe steht parallel zum Mittelgang (siehe Bild).
Die Rundfenster im Kirchenschiff sind mehrsprossig und allesamt unbunt und ohne Motive.
Bemerkenswert ist ein restaurierter historischer Kanonenofen, der unter einer Seitenempore aufgestellt wurde. Er ist mit schmiedeeisernen Verzierungen versehen und entstand auch nach Schinkels Vorstellungen.
Die Beleuchtung des Kirchenraumes erfolgt durch zwei an Ketten herabhängenden Kronleuchter aus Messing (Entwurf ebenfalls von Schinkel) und mittels weiterer Hängeleuchten.

### Orgel und Empore

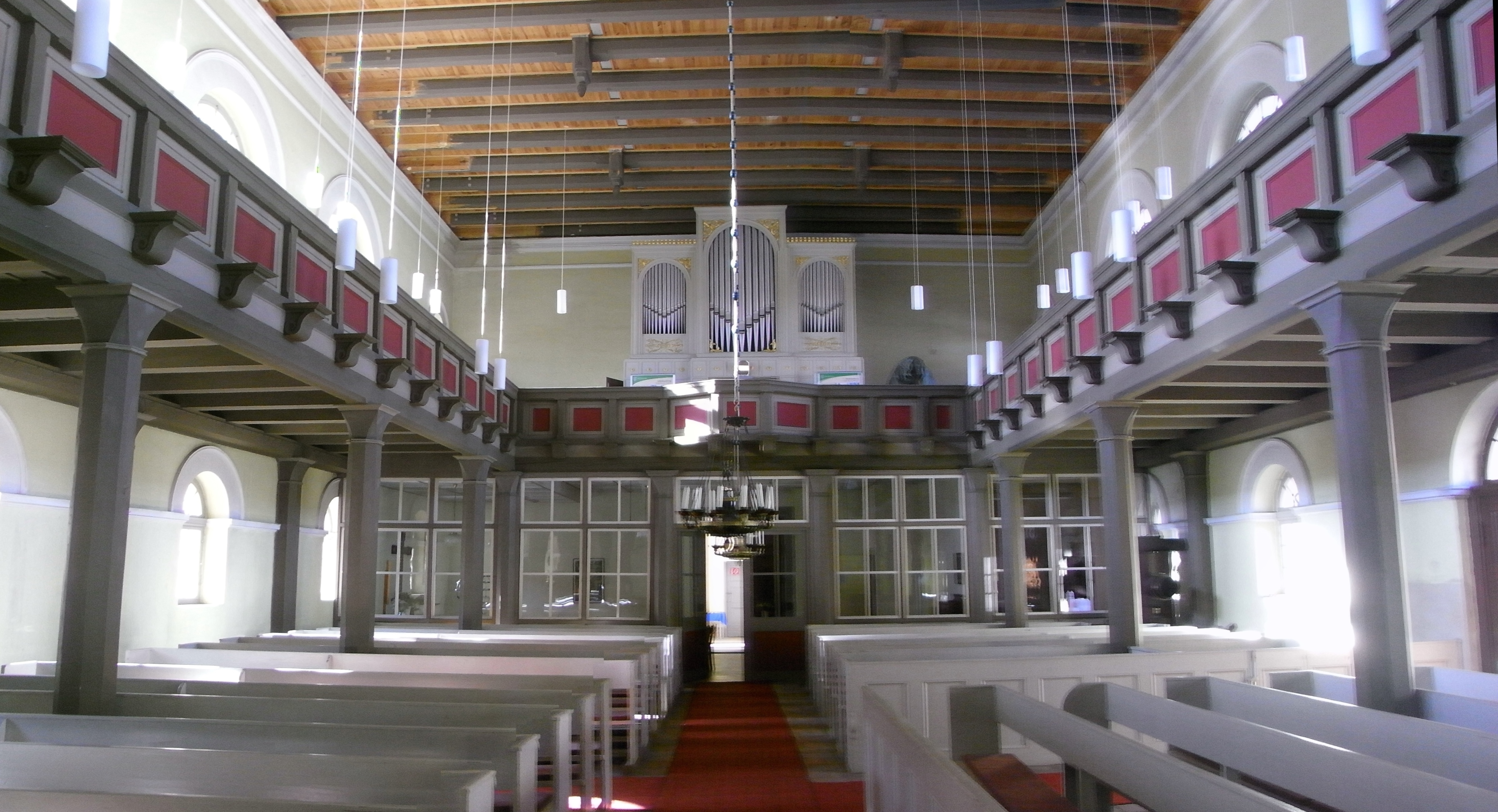
Orgelprospekt auf Empore mit Flachdecke und der mit großen Glasfenstern gestalteten Trennwand zum Kircheneingang

Die erste Orgel entstand in der Werkstatt des Berliner Instrumentenbauers Carl August Buchholz und wurde zur Einweihung der Kirche 1835 installiert. 1910 nahm die thüringische Orgelbau-Anstalt Adam Eifert Nachfolger einen Neubau unter Verwendung des Gehäuses der Buchholz-Orgel vor. In den 1960er Jahren wurde es dem gewandelten Zeitgeschmack entsprechend klanglich verändert. Das Instrument umfasst zwei Manuale und Pedal und hat 20 Register. Es wird pneumatisch gesteuert und verfügt über Kegelladen.
Das Instrument steht zentral auf der Orgelempore, die über drei Seiten des Kirchenschiffes reicht und auf hölzernen Säulen ruht. Die Emporenbalustrade ist umlaufend mit roten Rechtecken auf mittelgrau gestrichenen Holzrahmen geschmückt.

### Geläut
In der Glockenstube der Liebenwalder Kirche hängen drei Glocken. Die Kleinste wurde für den Neubau im Jahr 1832 aus Bronze gegossen, zwei andere mussten wohl zu den Weltkriegen als Metallspende des deutschen Volkes abgeliefert werden. Erst 1957 konnten zwei neu gegossene größere Glocken in den Turm aufgezogen und geweiht werden.

## Gemeindearbeit
Der große Einzugsbereich des Pfarrsprengels hat zur Folge, dass hier in Liebenwalde unter anderem ein gemeinsamer Kirchenchor mit fast 30 Sängern, ein Instrumentalkreis (Flötenspieler, Geiger, Cellisten, Gitarrenspieler) sowie eine Krabbelgruppe unterhalten werden.
Die in den 2010er Jahren restaurierte Kirche wird auch als Kulturkirche genutzt, es finden Vorträge, Lesungen, Gesprächsrunden statt, so trat hier im September 2019 auch der Donkosaken-Chor unter Leitung von Maxim Kowalew auf. Auch das Ensemble Cordamoris aus Dresden konzertierte hier schon.
Die Kirchengemeinde beteiligt sich seit einigen Jahren auch am Weltgebetstag, den es bereits seit dem 19. Jahrhundert gibt. Ein eigens gebildetes Organisationskomitee lud eine Gruppe von Frauen aus Simbabwe zum 8. März 2020 in das Liebenwalder Gemeindehaus ein.
Der Liebenwalder Kulturverein arbeitet eng mit dem Pfarramt zusammen, so dass es häufig gemeinsame offene Veranstaltungen in der Kirche oder im Gemeindehaus gibt.
Pfarrer (Auswahl)
- Im 19. Jahrhundert: Pfarrer Winkler[4]
- 2009–2016: Barbara Pfülle
- 2017–2021: Pfarrerin Michaela Jecht und Pfarrer Matthäus Monz[16][17]
- Mai–Dezember 2021: Friedemann Humburg (Vakanzverwaltung)
- seit Januar 2022: Pfarrerin i. E. Elisabeth Collatz[18]

## Sonstiges
Die Liebenwalder Pfarrkirche ist zwischen Mai und Oktober täglich von 9 bis 18 Uhr geöffnet.